# Taparuba
thumb
Taparuba este un oraș în Minas Gerais (MG), Brazilia.